# Abbreviator
Abbreviatoren (lat.) waren die wichtigsten Beamten der päpstlichen Kanzlei seit dem Spätmittelalter.

## Geschichte
Die Abbreviatoren verfassten seit dem Jahr 1350 hauptsächlich die Entwürfe zu den päpstlichen Bullen. Darüber hinaus bearbeiteten sie weithin selbständig einfache Justizsachen. Erstmals genannt sind sie in einer Bulle Benedikts XII. aus der ersten Hälfte des 14. Jahrhunderts sowie in einer weiteren Bulle Extravagantes von Johannes XXII. Anfangs gab es 24 Abbreviatoren, unter Papst Pius II. stieg ihre Zahl auf 70. Poggio Bracciolini, der 1403 an die Römische Kurie kam, war zeitweilig als Abbreviator tätig.
Das von Pius II. 1463 gegründete und von Sixtus IV. 1479 wiederbelebte Abbreviatorenkollegium, das heißt die Konstituierung der Gesamtheit der Abbreviatoren als eine Körperschaft, löste Papst Pius X. 1908 auf und übertrug die Aufgaben auf die Apostolischen Protonotare.